# Pseudepipona straminea
Pseudepipona straminea är en stekelart som först beskrevs av André 1884.  Pseudepipona straminea ingår i släktet Pseudepipona och familjen Eumenidae. Inga underarter finns listade i Catalogue of Life.